# 埃里克·彼得松 (自行车运动员)
埃里克·彼得松（瑞典語：Erik Pettersson，1944年4月4日—），瑞典男子自行车运动员。他曾代表瑞典参加1964年和1968年夏季奥林匹克运动会自行车比赛，共获得一枚银牌和一枚铜牌。